# Ahmad ibn Yahya al-Baladhuri
Ahmad ibn Yahya al-Baladhuri, död 892, var en arabisk historieskrivare av persisk börd, enligt sägen död på grund av missbruk av belladonna som ansågs stärka minnet. 
Hans förnämsta arbete, Futuh al-buldan ("Ländernas erövring") behandlar de arabiska erövringarnas historia efter geografisk uppställning.